# ネグロス島
ネグロス島（ネグロスとう、Negros）は、フィリピン中部のビサヤ諸島にある島で、フィリピン4番目の大きさの島である。特に、フィリピン一の砂糖生産で有名。面積は12,710km2。

## 概要
東にタノン海峡を挟んでセブ島（セブ州）があり、その南は小さなシキホル島（シキホル州）がある。南にはミンダナオ海（ボホール海）を挟んでサンボアンガ半島地方の北サンボアンガ州がある。西はパナイ島との間がパナイ湾になっており、その先にスールー海が開けている。北西にはギマラス海峡を挟んでギマラス島（ギマラス州）があり、その先にイロイロ海峡を挟んでパナイ島の南部を占めるイロイロ州がある。北にはビサヤン海がある。
ネグロス島は政治的にも文化的にも二つに分かれている。東側は中部ビサヤ地方に所属する東ネグロス州で、西側は西ビサヤ地方に所属する西ネグロス州である。この区分は島中央部の山脈に基づいており、またこの地方の二つの民族集団の区分に基づいている。西側（西ネグロス州）はビサヤ諸語の中でもイロンゴ語（ヒリガイノン語）を話す人々、東側（東ネグロス州）はセブアノ語を話す人々である。
主要都市はパナイ島との海峡に面した西ネグロス州の州都バコロド（Bacolod、人口42万9千人）とセブ島・シキホル島に面する東ネグロス州の州都ドゥマゲテ（Dumaguete、人口10万3千人）である。
島の東部は低い山々が海岸まで迫る地形になっている。一方、島の北部と西部は広い平野になっており、サトウキビ畑が広がっている。島北部のカンラオン火山（Canlaon Volcano、標高2465m）はバコロドの街の近くにそびえ、時おり活動する。島南端にはクエルノス・デ・ネグロス山（Cuernos de Negros、「ネグロスの角」、標高1864m）という成層火山がある。

## 産業
ネグロス島の産業は商品作物による農業が主で、海岸部では沿岸漁業や養魚場などによる漁業が行われている。また銅、銀、金などの鉱業や林業も行われている。シパライ市にはフィリピン最大の銅鉱山があるほか、カディズ市には水産基地が造られている。また近年はダイビングなどのリゾートとしても注目されている。ドゥマゲテ市の南にあるアポ島はネグロス島本土から30分の位置で、珊瑚や熱帯魚が多くダイバーに注目されている。

### 砂糖の島
ネグロス島はフィリピン国内最大の砂糖の産地として名高い。特に島西部のネグロス・オクシデンタル州は国内の砂糖の半分を生産し、サトウキビのプランテーションが平野全体に広がり、島の農業地帯の多くを占めている。プランテーションにはかつて砂糖運搬鉄道が縦横に行き交っており、島の15箇所にある砂糖の集積地に送られていた。また近年は国道を使って大型トラックによる輸送も行われるが、積載量が大きいので島内の道路が傷む原因になっている。ヴィクトリアス市にある製糖・精製工場はフィリピンのみならず世界最大の大きさである。
一方、ネグロスの農業・経済は砂糖生産に依存したモノカルチャーとなっている。農地の大半がプランテーションになっているため、自給用の作物はほとんど作られておらず、食料は他の島からの輸入に頼っている。砂糖貴族とも言われる大地主が大農園を所有する一方、島民の多くは砂糖産業に従事しプランテーションの労働収入に頼り、砂糖の市場価格に生活が翻弄されて飢えや貧困に苦しむ者も少なくない。後述する「砂糖経済の危機と内戦」の節を参照のこと。

## 歴史

### スペイン人来航と植民地化
ネグロス島はもとの名は「ブグラス(Buglas)」、古い現地語で「切り取られた島」を意味していたと思われる。伝説ではネグロス島は大きな大地の一部だったが、海に切り取られてしまったのだという。中には、これを大陸移動と解釈する人もあれば、氷期の後に海面が上昇したことを表すと解釈する人もいる。ネグロス島の先住民は暗い色の肌をしたネグリト人に属する人たちで、独特の文化を持っていた。それゆえ、フィリピンを征服したスペイン人航海者ミゲル・ロペス・デ・レガスピの部下たちは1565年4月にこの島に到来したとき、会った先住民の肌が黒かったので島の名を「ネグロス」と呼んだ。初期の先住民たちの集落はビナルバガン（Binalbagan）とイログ（Ilog）で、後に1573年と1584年にそれぞれ町になった。記録に残るほかの集落はヒニガラン（Hinigaran）、バゴ（Bago）、マラヨ（Marayo、現在のポンテヴェドラ）、ママラン（Mamalan、現在のヒママイラン）、カンダグイット（Candaguit、現在のサン・エンリケの場所）などがある。
レガスピは部下13人をこの島のエンコメンデーロ（エンコミエンダ制に基づき、原住民を保護し教化しながら、その対価として労役－たいていの場合非常に過酷な労役を課すことのできる植民者）に指定し、ネグロス島を、パナイ島にあるオトンの町の長の管轄化に置いた。1734年、ネグロス島は軍が支配する地となりイログにその本拠が置かれた。軍政府は後にヒママイランへ、そして1849年にバコロドに移っている。この期間を通して教会や役人、スペイン人入植者、原住民内の支配者らは農園を拡大し、農民の多くは小作農・農園労働者化した。19世紀半ば、対岸のイロイロ市は富裕な港町で当時ビサヤの中心的都市だったが、ここのイギリス人副領事ニコラス・ルーニー（Nicholas Loney）は、世界的に需要が高まっていた砂糖産業に目をつけ、資金を貸し付け砂糖産業を振興した。イロイロの富裕層はネグロス島の大規模開発に乗り出し、一気にサトウキビ栽培が広がった。
1890年、スペイン人支配者は島をネグロス・オリエンタル（東ネグロス）とネグロス・オクシデンタル（西ネグロス）に分割した。

### フィリピン革命
フィリピン革命さなかの1898年11月5日、ネグロス島民は軍政官イシドロ・デ・カストロ大佐の支配する地方政府に対し反抗して立ち上がった。スペイン人支配者たちはバコロドに向かって挟み撃ちするように進軍する武装した群集を見て降伏を決めた。バゴのフアン・アラネタ（Juan Araneta）将軍とタリサイのアニセト・ラクソン（Aniceto Lacson）将軍に率いられた革命軍は、実際には椰子の木を削って作ったにせライフルや、黒く塗った筵を丸めただけの偽大砲と同じく黒塗りの椰子の実の偽砲弾で偽装していたのだった。11月6日の昼までに、軍政府は降伏文書に署名し、ネグロス・オクシデンタルでのスペイン支配は終わったのだった。ネグロス・オクシデンタルでは毎年11月5日を、ネグロス人が自由のために、スペイン人に対してこけおどしの武装で立ち上がった日として記念している。1989年2月10日、コラソン・アキノ大統領の政令で、11月5日はこの州の正式な休日になっている。
スペイン支配を倒した後、ネグロスの両州はルソン島とは別の共和国、ネグロス共和国（Cantonal Republic of Negros）を形成したが、米比戦争の後フィリピン全体がアメリカの支配下に置かれ短命に終わった。

### 第二次世界大戦
太平洋戦争でネグロス島も日本軍の占領下に置かれ、住民の多くは山へ逃げた。1944年、逆にアメリカ軍が侵攻してくると日本軍が山へ逃れ、抵抗の末1945年8月6日降伏した。

### 砂糖経済の危機と内戦
ネグロス島は植民地時代以来、砂糖栽培で繁栄したが、一方で単一栽培（モノカルチャー）化と貧富の格差が進んでいた。わずかな大地主は豪邸での生活を謳歌する一方、農民の多くが平野部のプランテーションに雇われる農業労働者となっていた。
1985年、砂糖の国際的な取引価格が暴落したことでネグロス島の砂糖産業は打撃を受け、地主の破産、プランテーションの放棄、農園労働者の解雇が相次いだ。自分の土地をもって農業を営む農民と異なり、農園主に雇われて働くことで日銭を稼ぐ農園労働者は、地主が砂糖栽培を放棄すると同時に失業者となり一切の収入の道を絶たれるため、ネグロス島全土に急速な勢いで飢餓が広がっていった。やがてユニセフがネグロス島の児童十数万人が親の失業のため餓死の危機にあるとアピールし、日本でも日本ネグロス・キャンペーン委員会などのNGOが発足して飢餓救済のための活動を開始する事態に陥った。
砂糖価格の低下から飢餓に至った遠因としては、植民地時代から続いてきたアメリカとの特恵的関税貿易（フィリピン産粗糖は無関税でアメリカに輸出されていた）が1974年に打ち切られたのちに新しい砂糖の買い手を見つけるのに手間取ったことが上げられる。1970年代以降、EC（当時）やオーストラリア、タイなどにおける甜菜糖や、欧米、日本などの先進国における代替甘味料（サッカリン、コーンスターチを原料とする異性化糖など）の生産が増加しており、オイルショックの影響から各国とも自国産業の保護を優先していたためフィリピン産粗糖の需要は激減していたのである。また、農園主は毎年新しく畑を耕して施肥をしてからサトウキビの苗を植えつけるなどの仕事を開始するにあたり、国立銀行から融資を受ける必要があるが、砂糖危機が生じた1985年ごろはマルコス独裁政権の末期（1983年のベニグノ・アキノ暗殺から1986年の民主化＝エドゥサ革命のあいだ）にあたり、政治経済が不安定であったため銀行からの融資に対する利子が急騰したことも、農園主が砂糖栽培を放棄した一因である。
また1970年代以降、こうした貧富の差の大きさから新人民軍（NPA）に身を投じる者が多く、彼らゲリラによる武力攻撃や誘拐が相次いだ。国軍は大規模な対NPA軍事作戦を行い内戦状態となったが、山間部の農村は双方の戦闘と国軍による掃討で破壊され多くの難民が出る惨状を呈した。1990年代半ば以降NPAはほぼ壊滅したが内戦の後遺症は残り、村へ帰れない難民も多い。
政府は1988年以降包括的農地改革法を制定し、ゲリラの原因となる土地所有の問題を根本的に解決するため農地の強制収用や配分をしようとしたが、地主の抵抗が強いため収用・配分目標は達成できておらず、農地の多く、特に輸出のためのプランテーションは依然私有地である。2000年代国際砂糖市場やネグロス経済は回復したが、島内の貧富の差は根強く残っている。
2012年2月6日、東部の沖を震源としたマグニチュード6.9の地震が発生し、多数の死者が出た。